# Samsung Focus
Samsung Focus (на стадии прототипа Samsung Cetus) — коммуникатор производства компании Samsung, работающий на операционной системе Windows Phone. Был анонсирован 11 октября 2010 года. Дата начала продаж в США — 8 ноября 2010 года.

## Описание
Смартфон представляет собой моноблок с сенсорным Super AMOLED дисплеем размером 4 дюйма способным отображать до 16,7 миллионов цветов. Аппарат работает на процессоре Qualcomm QSD8250 с частотой 1 гигагерц, оперативной памяти 512 мегабайт, внутренней памяти 8 гигабайт, аккумуляторе на 1500 мА·ч. Камера смартфона 5 мегапикселей имеет функцию распознавания улыбок.